# Disparctia varicolor
Disparctia varicolor är en fjärilsart som beskrevs av De Toulgoët 1978. Disparctia varicolor ingår i släktet Disparctia och familjen björnspinnare. Inga underarter finns listade i Catalogue of Life.